# Hilda Huang
Hilda Huang (* 19. April 1996 in Fremont, Kalifornien) ist eine US-amerikanische Pianistin.

## Biografie
Hilda Huang wurde als Kind chinesischer Einwanderer aus Hongkong und Taiwan in Fremont im Silicon Valley geboren. Sie erhielt ihren ersten Klavierunterricht im Alter von drei Jahren und setzte ihre Ausbildung am San Francisco Konservatorium fort.
Sie trat 2004 im Alter von acht Jahren als Solistin beim Carmel Bach Festival in Kalifornien auf. 2007 gewann sie den ersten Preis des internationalen Klavierwettbewerbs Bradshaw & Buono und 2010 den Hauptpreis beim Internationalen Würzburger Bach-Wettbewerb sowie die Grand-, Jury- und Rezitalpreise beim 2. Internationalen Tureck-Bach-Wettbewerb (NYC). Sie ist seit 2013 Stipendiatin des US-Präsidenten für Kunst und Preisträgerin des Goldpreises der YoungArts Week. 2014 gewann sie als erste US-Amerikanerin und jüngste Teilnehmerin überhaupt den Internationalen Bach-Wettbewerb.
Von 2023 bis 2024 war sie Fulbright-Stipendiatin am Conservatorium van Amsterdam für Harpsichord, Piano und Orgel.
Hilda Huang spielte mit dem Mitteldeutschen Kammerorchester, dem Philharmonia Baroque Orchestra, dem Symphony Parnassus, dem San Francisco Chamber Orchestra und dem San Francisco Bach Choir.
Sie konzertierte unter anderem im Kennedy Center, der Carnegie Hall und im Leipziger Gewandhaus.